# Alotau
Alotau è una cittadina della Papua Nuova Guinea e capoluogo della Provincia della Baia di Milne. È inoltre capoluogo dell'omonimo distretto.
Situata sulle pendici boscose della costa settentrionale della Baia di Milne ebbe un ruolo strategico durante la battaglia della Baia di Milne del 1942.
Il porto, completato nel 1975, ne ha fatto un centro rilevante per i trasporti regionali, vi ha base una flotta di pescherecci e da Alotau partono i trasporti di copra. Nel 2000 la popolazione era pari a poco più di 10 000 abitanti.